# ماكس براون (رياضي)
ماكس براون (بالإنجليزية: Max Braun)‏ (و. 1883 – مايو 1967 م) هو رياضي أمريكي، شارك في الألعاب الأولمبية الصيفية 1904، توفي في ميامي.

## روابط خارجية
- ماكس براون على موقع أوليمبيديا (الإنجليزية)